# Filon Jełowicki
Filon Jełowicki herbu własnego – wojski włodzimierski w latach 1638-1651, podstarości krzemieniecki w latach 1637-1638.
Był członkiem konfederacji generalnej zawiązanej 31 lipca 1648 roku. Poseł na sejm koronacyjny 1649 roku.